# Da Ya Think I’m Sexy?
«Da Ya Think I’m Sexy?» — песня британского певца и музыканта Рода Стюарта из его девятого студийного альбома Blondes Have More Fun (1978). Кроме того, 10 ноября 1978 года была издана отдельным синглом.
Авторы песни — сам Род Стюарт, Кармайн Аппис и Дуэйн Хитчингс. По словам Стюарта (обвинённого бразильским музыкантом Жоржем Бен Жором в плагиате), он неосознанно использовал в припеве элементы услышанной на карнавале в Рио в 1978 году мелодии песни Жоржа Бен Жора «Taj Mahal». Кроме того (в этом случае сознательно) Стюарт скопировал заметный и теперь хорошо узнаваемый синтезаторный рифф своей композиции из струнной аранжировки песни «Put Something Down on It» Бобби Уомака.
Сингл с песней «Da Ya Think I’m Sexy?» провёл одну неделю на вершине британского чарта (UK Singles Chart) в декабре 1978 года и четыре недели на 1-м месте американского чарта Billboard Hot 100. В феврале 1979 года «Билборд» поставил её на 4-е место своего итогового хит-парада синглов за весь 1979 год (Top Singles of 1979). Кроме того песня две недели была на 1-м месте в Австралии.
Когда песня вышла, многие музыкальные критики из ориентированной на рок-музыку прессы критиковали Рода Стюарта за предательство своих блюзовых корней — поскольку у песни была аранжировка в стиле диско — но Стюарт, да и другие в его поддержку, в ответ указывали на то, что и другие уважаемые музыканты, как Пол Маккартни и The Rolling Stones, также издавали песни с дисковым привкусом.

## Предыстория и написание
Кармайн Аппис, который играл на барабанах в этой песне, рассказал Songfacts: «Это история о том, как парень встретил девушку в клубе. В то время это было крутое высказывание. Если вы послушаете текст песни: „Она сидит одна, ожидая предложений, он так нервничает…“, это чувства, которые происходили в танцевальном клубе. Парень видит девушку, которая ему нравится, она нервничает, и он нервничает, и она одна и не знает, что происходит, затем они оказываются у него дома, занимаются сексом, а затем она уходит». В интервью 2007 года соавтор Дуэйн Хитчингс отметил, что «Da Ya Think I’m Sexy?» была «пародией на парней из „кокаиновых лаунж-ящеров“ времён „Лихорадки субботнего вечера“. Мы, рок-н-ролльные парни, думали, что мы мертвы, когда вышел этот фильм и Bee Gees. Bee Gees были блестящими музыкантами и действительно хорошими людьми. Никаких больших эго. Род, в своем блеске, решил сделать пародию на диско. ОЧЕНЬ умный человек. В музыкальном бизнесе не существует такого понятия, как „тупой“ суперуспех».
После того, как Род Стюарт отверг оригинальную аранжировку песни, Эппис вместо этого использовал её для «I Just Fell in Love Again» в альбоме Кармен Маки 1979 года Night Stalker, над которым он работал в то же время.

## Премии и признание
В 2004 году журнал Rolling Stone поместил песню «Da Ya Think I’m Sexy?» в исполнении группы Рода Стюарта на 301-е место своего списка «500 величайших песен всех времён». В списке 2011 года песня опустилась на 308-ю строчку.

## Плагиат
Было отмечено, что Стюарт создал части песни посредством музыкального плагиата. В иске о нарушении авторских прав бразильский музыкант Жоржи Бен Жор утверждал, что припев песни был взят из его песни «Taj Mahal». Дело было «урегулировано полюбовно», по словам Жоржи Бен Жора, в пользу Бен Жора. Стюарт признался в своей автобиографии 2012 года в «бессознательном плагиате» песни Бен Жора, которую он услышал во время посещения карнавала в Рио в 1978 году. Он также признал, что сознательно заимствовал фирменный синтезаторный рифф песни из струнной аранжировки Бобби Уомака «(If You Want My Love) Put Something Down On It». Стюарт утверждает, что разрешается заимствовать строку из аранжировки любой песни, если при этом не копируется основная мелодия.

## Ремиксы
- В 1997 году N-Trance записали ремейк «Da Ya Think I’m Sexy?» для альбома Happy Hour с рэп-партией Рикардо да Форс. Композиция вошла в саундтрек к фильму «Ночь в Роксбери»[14]. Видеоклип снимался в Токио.
- В 2017 году Стюарт выпустил ремикс-версию с участием американской группы DNCE[15]. Песня содержит вокал Джо Джонаса, солиста DNCE.